# Ракитное (Белоцерковский район)
Раки́тное (укр. Роки́тне) — посёлок в Белоцерковском районе Киевской области Украины. Центр Ракитнянской поселковой общины.

## Географическое положение
Ракитное расположено на обоих берегах реки Ракита у места её впадения в Рось. С запада и юга посёлок окружён смешанными лесами.

## История

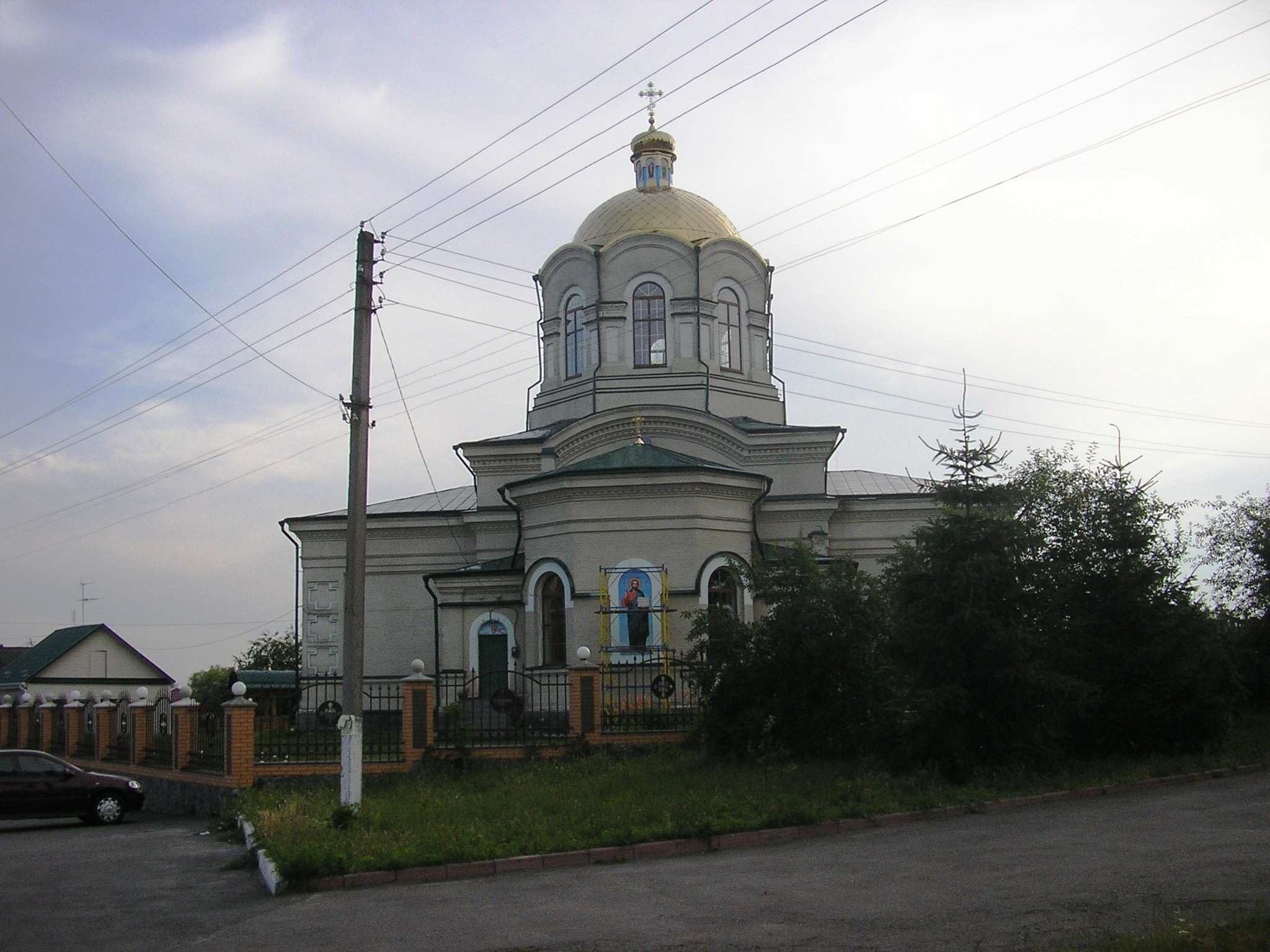
Церковь Рождества Богородицы

Самые ранние поселения на территории нынешнего Ракитного относятся к черняховской культуре.
Первые упоминания деревни Ракитное в документах датируются концом XV — началом XVI веков. Сначала ею владел боярин Роман, затем — его сын и родственники. От частых нападений татар, особенно после битвы под Ольшаницей в 1527 году, село пришло в упадок, и владельцы его покинули.

### В составеРечи Посполитой
Во второй половине XVI века Ракитное стало местом проживания казаков. Король Речи Посполитой признал Ракитное как имение Криштофа Косинского, одного из главарей реестровых казаков в 1580-х годах и подтвердил его права на Ракитное в 1590 году. Но белоцерковский староста князь Острожский захватил Ракитное и стал добиваться от короля привилегии на владение им. Это стало одной из причин восстания Косинского 1591—1593 годов. После поражения восстания магнаты Острожские окончательно завладели Ракитным.
После смерти Януша Острожского в 1620 году Ракитное перешло в собственность его внука Доминика Заславского. Позже претензии на Ракитное и окружающие земли предъявил белоцерковский староста князь К. Любомирский, что привело к вооружённым стычкам и разграблениям Ракитного. Страдало Ракитное и от набегов крымских татар. Несколько раз (в частности, в 1625 году) Ракитное становилось ареной казацких восстаний.
В конце сентября 1626 года казаки во главе с М. Дорошенко окружили на болоте около Ракитного 10-тысячный отряд Бажура-султана и полностью уничтожили его.
К середине XVII века Ракитное было значительным населённым пунктом. В городке имелся замок, регулярно проходили ярмарки и торги.

### Восстание Хмельницкого
Во время восстания 1648—1654 годов в Ракитном несколько раз бывал Богдан Хмельницкий со своим войском. После поражения под Берестечком в Ракитнянском замке размещался военный гарнизон и жила казацкая старшина, а у реки Гороховатки стоял казацкий лагерь. 10 сентября 1651 года в Ракитном Богдан Хмельницкий принял полковника Себастьяна Маховского, посланника коронного гетмана Николая Потоцкого, прибывшего с условиями перемирия (будущего Белоцерковского мира).
В январе 1654 года представитель российского посольства стольник Л. Лопухин привёл население Ракитного к присяге на верность России.

### ГетманщинаиРуина
После войны Ракитное стало сотенным городком Белоцерковского полка. В Ракитном проживали 171 казак и 18 мещан. Это был третий по населению городок полка после Белой Церкви и Ставища.
Во время освободительного восстания Сулимки и Вареницы 1664—1665 годов под Ракитным произошёл большой бой, в котором погиб один из предводителей восстания Сулимка.
После Бучачского мира 1672 года Ракитное временно становится казацким городом. Оно имело важное значение как форпост на пути турецко-татарских войск, из-за чего городок особенно страдал от татарских набегов, а польские власти предоставляли населению казацкие права и привилегии, чтобы поддерживать население городка.
В течение следующего столетия Ракитное находилось во владении у разных магнатских семей, часто оказываясь причиной споров и судебных разбирательств. Тем временем население Ракитного попадало во всё большую крепостную зависимость.
Многие жители Ракитного приняли участие в восстании гайдамаков 1768 года. Два ракитнянца, Лихогруденко и Роговский, были осуждены на смерть шляхетским судом за участие в восстании.

### В составеРоссийской империи
В конце XVIII века Правобережная Украина вошла в состав Российской империи. Ракитное было включено в Васильковский уезд Киевской губернии. Шляхтич Карвицький продал городок графу Франциску Браницкому.
После возвращения русской армии из заграничного похода в Ракитном была расквартирована бригада лёгкой артиллерии, в составе которой было много будущих декабристов. 27 января 1826 в Ракитном был арестован активный член Общества соединенных славян подполковник Берстель (1788—1830).
К середине XIX века уже все крестьяне Ракитного находились в крепостной зависимости.
В ходе Великой Отечественной войны в 1941—1943 гг. Ракитное было оккупировано немецкими войсками.
В январе 1959 года численность населения составляла 4814 человек.
В январе 1989 года численность населения составляла 14 552 человека.
На 1 января 2013 года численность населения составляла 11 359 человек.
В декабре 2016 года было возбуждено дело о банкротстве находившегося здесь сахарного завода

## Транспорт
В посёлке находится станция Ракитное на линии Белая Церковь — Мироновка Юго-Западной железной дороги.
Из Ракитного идут асфальтированные дороги в Белую Церковь, Узин, Бакумовку, Карапыши, Синяву.

## Образование
Средние специальные учебные заведения:
- Ракитнянский профессиональный лицей. Готовит работников строительных и кулинарных профессий, трактористов, электромонтёров[9].

Школы:
- Ракитнянский районный лицей. Действует с 2001 года. Имеет экономическо-правовой профиль. Располагается на третьем этаже Ракитнянской школы № 1[11].
- Ракитнянская школа I—III ступени № 1[12].
- Ракитнянская школа I—III ступени № 2[13].
- Ракитнянская школа I—III ступени № 3. Основана в 1913 году. В 1921 году стала Ракитнянской 7-летней трудовой школой № 1, в 1952 году — средней школой. В 1975 году школа перешла в другое помещение, отдав старое здание детскому саду, и стала восьмилетней школой № 3. В 1995 году снова стала средней школой. Одна из крупнейших школ района[14].
- Ракитнянская школа I—III ступени № 4. Основана в 1905 году. В 1940 году стала Синявской 7-летней школой, в 1958 году — Ракитнянской 8-летней, с 1995 года — школа I—III ступени[15].
- Ракитнянская школа I—II ступени № 5[16].

## Известные жители
- Козловский, Василий Иванович (1920—1997) — полковник авиации, участник Великой Отечественной войны, Герой Советского Союза (1944).
- Мильнер, Михаил Арнольдович (1886—1953) — российский и советский еврейский композитор, уроженец Ракитного
- Томашевич, Дмитрий Людвигович (1899—1974) — советский авиаконструктор.
- Зиныч Игорь Викторович (6 сентября 1989 — 20 января 2015) — младший сержант медицинской службы Вооруженных Сил Украины. Участник вооружённого конфликта на востоке Украины. Герой Украины (2015).